# Nemzeti bajnokság I 1967
Nemzeti bajnokság I 1967 byla nejvyšší maďarskou fotbalovou soutěží v roce 1967. 
Vítězem se stal a do Poháru mistrů evropských zemí 1968/1969 se kvalifikoval tým Ferencvárosi TC, Veletržní pohár 1968/1969 hrál tým Újpest Dózsa. Účast v Poháru vítězů pohárů 1968/1969 si zajistil vítěz maďarského poháru Vasas Győr.
Ligy se zúčastnilo celkem 16 celků, soutěž se hrála způsobem každý s každým doma—venku (celkem tedy 30 kol) systémem jaro—podzim. Poslední dva celky přímo sestoupily.

## Tabulka
| Poř. | Tým                  | Z  | V  | R  | P  | VG | OG | B  |
| ---- | -------------------- | -- | -- | -- | -- | -- | -- | -- |
| 1.   | Ferencvárosi TC      | 30 | 24 | 4  | 2  | 85 | 24 | 52 |
| 2.   | Újpest Dózsa         | 30 | 18 | 8  | 4  | 89 | 36 | 4  |
| 3.   | Vasas Győr           | 30 | 14 | 11 | 5  | 68 | 37 | 39 |
| 4.   | Vasas SC             | 30 | 16 | 6  | 8  | 71 | 37 | 38 |
| 5.   | Bányász Tatabánya    | 30 | 9  | 11 | 10 | 39 | 36 | 29 |
| 6.   | Budapest Honvéd FC   | 30 | 9  | 10 | 11 | 46 | 49 | 28 |
| 7.   | Diósgyőri VTK        | 30 | 10 | 8  | 12 | 48 | 54 | 28 |
| 8.   | Csepel SC            | 30 | 7  | 14 | 9  | 38 | 47 | 28 |
| 9.   | Szeged               | 30 | 9  | 8  | 13 | 34 | 65 | 26 |
| 10.  | MTK Budapešť         | 30 | 7  | 11 | 12 | 38 | 45 | 25 |
| 11.  | Dózsa Pécs           | 30 | 8  | 9  | 13 | 31 | 40 | 25 |
| 12.  | Haladás Szombathelyi | 30 | 10 | 5  | 15 | 42 | 60 | 25 |
| 13.  | Salgótarján          | 30 | 9  | 7  | 14 | 39 | 58 | 25 |
| 14.  | Dunaújváros FC       | 30 | 9  | 7  | 14 | 35 | 56 | 25 |
| 15.  | Bányász Komló        | 30 | 8  | 8  | 14 | 36 | 63 | 24 |
| 16.  | Dózsa Eger           | 30 | 6  | 7  | 17 | 35 | 67 | 19 |

|  | Pohár mistrů evropských zemí 1968/1969 |
|  | Pohár vítězů pohárů 1968/1969          |
|  | Veletržní pohár 1968/1969              |
|  | Sestup                                 |

## Nejlepší střelci
Nejlepším střelcem tohoto ročníku se stal útočník Antal Dunai. Hráč Újpest Dózsa dal 36 gólů.
| P. | Nár      | Hráč           | Tým             | Branky |
| -- | -------- | -------------- | --------------- | ------ |
| 1. | Maďarsko | Antal Dunai    | Újpest Dózsa    | 36     |
| 2. | Maďarsko | Flórián Albert | Ferencvárosi TC | 28     |
| 3. | Maďarsko | Ferenc Bene    | Újpest Dózsa    | 22     |